# Szczecinki środkowe grzbietu

Tułów muchówki z nadrodziny Muscoidea w widoku grzbietowym: szczecinki środkowe grzbietu oznaczone a

Szczecinki środkowe grzbietu (łac. chaetae acrostichales) – rodzaj szczecinek występujący na tułowiu niektórych muchówek.
Szczecinki te ciągną się przez środek grzbietu. Ułożone są w od jednego do ośmiu podłużnych rzędów. Są małe i gęsto rozmieszczone. Zazwyczaj przechodzą przez całe śródplecze.